# Стантон (Тексас)
Стантон (енгл. Stanton) град је у америчкој савезној држави Тексас. По попису становништва из 2010. у њему је живело 2.492 становника.

## Демографија
Према попису становништва из 2010. у граду је живело 2.492 становника, што је 64 (2,5%) становника мање него 2000. године.
| Група             | 2000.         | 2010.         |
| Белци             | 1.103 (43,2%) | 1.023 (41,1%) |
| Афроамериканци    | 73 (2,9%)     | 55 (2,2%)     |
| Азијати           | 8 (0,3%)      | 9 (0,4%)      |
| Хиспаноамериканци | 1.352 (52,9%) | 1.380 (55,4%) |
| Укупно            | 2.556         | 2.492         |